# Équipe du Portugal de football en 2024
Maillots
Chronologie
Saison précédente Saison suivante
Cet article traite de l'année 2024 de l'Équipe du Portugal de football.

Après une campagne de qualification parfaite (10 matchs - 10 victoires), la Seleção participe au Championnat d'Europe 2024, disputé du 14 juin au 14 juillet 2024 en Allemagne.

À partir de septembre 2024, le Portugal dispute la 4e édition de la Ligue des nations de l'UEFA.

## Déroulement de la saison

### Objectifs
L'objectif principal pour le Portugal pour cette année 2024 est de remporter un second Championnat d'Europe, après la conquête de l'Euro 2016 disputé en France. La Seleção apparait comme l'une des favorites à la victoire finale et ce sentiment est affirmé par Bernardo Silva lors d'une interview pour le media portugais RTP. Du côté de Fernando Gomes, le président de la fédération portugaise, le Portugal doit atteindre au minimum les demi-finales.
Le second objectif est de se qualifier pour une seconde phase finale en Ligue des nations, après leur sacre en finale lors de la 1er édition en 2019.

### Résumé de la saison
Le 19 janvier, la Fédération portugaise de football officialise le deuxième adversaire du Portugal en vue de sa préparation à l'Euro 2024. Les hommes de Roberto Martínez affronteront la Slovénie, le 26 mars au Stadion Stožice de Ljubljana.

Le 22 janvier, la Fédération portugaise de football officialise le troisième adversaire du Portugal en vue de sa préparation à l'Euro 2024. Les hommes de Roberto Martínez affronteront la Croatie, le 8 juin au Estádio Nacional do Jamor de Oeiras.

Le 7 février, la Fédération portugaise de football officialise les deux derniers adversaires du Portugal en vue de sa préparation à l'Euro 2024. Les hommes de Roberto Martínez affronteront la Finlande, le 4 juin au Estádio José Alvalade XXI de Lisbonne, et la république d'Irlande, le 11 juin au Estádio Municipal de Aveiro de Aveiro.
Le 8 février à 18 h à Paris, se déroule le tirage au sort de la nouvelle édition de la Ligue des nations. Ayant terminé à la 6e place lors de l'édition précédente, le Portugal est versé dans le pot 2 de la Ligue A en compagnie du Danemark, de la Belgique et de la Hongrie. La phase de groupes se déroule du 5 septembre au 19 novembre.
 
Le tirage au sort de la Ligue A effectué par l'espagnol Juan Mata attribue le Portugal dans le groupe 1, en compagnie de la Croatie, de la Pologne et de l'Écosse. La Seleção hérite d'un groupe plutôt abordable et sera le favori. Les deux premiers du groupe sont qualifiés pour des quarts de finale aller-retour qui auront lieu en mars 2025.
Le 15 mars, Roberto Martínez annonce une liste élargie de 32 joueurs pour les deux premières rencontres de préparation en vue de l'Euro 2024 : le 21 mars face à la Suède, et le 26 mars pour le déplacement en Slovénie. Deux nouveaux joueurs font leur apparition au sein du groupe : Francisco Conceição et Jota Silva. On notera aussi les retours de Francisco Trincão et Matheus Nunes. Le 18 mars, Raphaël Guerreiro et Francisco Trincão sont déclaré inapte pour représenter la Seleção. Ce dernier est remplacé par Dany Mota l'attaquant du AC Monza. 
Le 20 mars, la fédération portugaise de football signale que le gardien Diogo Costa est indisponible pour la rencontre contre la Suède. Il reste néanmoins à s'entrainer avec le groupe en vue du deuxième match de préparation contre la Slovénie. Pour compléter son trio des gardiens, Roberto Martínez a fait appel au jeune portier Samuel Soares qui était avec la  sélection espoirs.
Le 21 mars, le Portugal domine facilement la Suède 5-2. Cette rencontre aura vu la première sélection de l'attaquant Jota Silva. Le 25 mars, Matheus Nunes est déclaré inapte pour le deuxième match de préparation et ne sera pas du voyage à Ljubljana.Le 26 mars, la Seleção s'incline sur la pelouse de la Slovénie 2-0. C'est la première défaite du Portugal sous l'ère Roberto Martínez. Lors de cette rencontre, Francisco Conceição le jeune ailier du FC Porto a pu connaitre sa première internationalisation.
Le 21 mai, Roberto Martínez annonce la liste des 26 joueurs qui vont représenter le Portugal à l'Euro 2024. Pas de grandes surprises, hormis la convocation de Pedro Neto de retour de blessure. Parmi les absences, on notera les non-convocations de Francisco Trincão, Matheus Nunes et Raphaël Guerreiro récemment blessé avec son club.

Le 3 juin, la fédération portugaise de football annonce le forfait de Otávio pour l'Euro 2024 en raison d'une déchirure musculaire. Il est remplacé par le milieu de terrain Matheus Nunes.
Le 4 juin, pour son premier match de préparation à l'Euro 2024, le Portugal s'impose 4-2 contre la Finlande.

Le 8 juin, pour son deuxième match de préparation à l'Euro 2024, le Portugal s'incline face à la Croatie dans le Stade national du Jamor sur le score de 2-1. Le 11 juin, pour son troisième et dernier match de préparation à l'Euro 2024, le Portugal s'impose 3-0 face à la république d'Irlande avec une ouverture du score de João Félix, et un doublé de Cristiano Ronaldo.

Le 18 juin, le Portugal s'impose face à la Tchéquie pour son entrée en lice à l'Euro 2024. Après avoir concédé l'ouverture du score tchèque à l'heure de jeu, les hommes de Roberto Martínez ont trouvé les ressources pour revenir au score avec un but contre son camp du tchèque Hranáč et dans les dernières minutes du match, c'est Francisco Conceição qui donne la victoire au Portugal. Le 22 juin, le Portugal se qualifie pour les huitièmes de finale de l'Euro 2024 et assure la première place de son groupe en battant facilement la Turquie 3-0. Le 26 juin, le Portugal, avec une équipe remaniée et déjà qualifiée, s'est fait surprendre par la Géorgie en s'inclinant 2-0. La Seleção affrontera la Slovénie en huitième de finale.

Le 1er juillet, le Portugal s'impose face à la Slovénie au terme d'une séance de tirs au but où le gardien du FC Porto, Diego Costa a été impérial en sortant trois tirs slovènes. La Seleção affrontera la France en quarts de finale.

Le 5 juillet, le Portugal est éliminé de l'Euro par l'équipe de France lors de la séance de tirs au but.

Le 8 août, le défenseur central emblématique de la Seleção Pepe annonce à travers ses réseaux sociaux, la fin de sa carrière. Il prend officiellement sa retraite après 141 internationalisations et 8 buts inscrits.

Le 30 août, Roberto Martínez annonce une liste de 25 joueurs pour les deux premières rencontres de la Ligue des nations 2024-2025 : le 5 septembre avec la réception de la Croatie, puis le 8 septembre de l'Écosse au Estádio da Luz de Lisbonne. Par rapport à la dernière liste pour l'Euro 2024, six nouveaux joueurs font leur apparition dans le groupe : avec les retours de Rui Silva, Pedro Gonçalves et Francisco Trincão et la première convocation pour les 3 jeunes Renato Veiga, Tiago Santos et Geovany Quenda. Le capitaine Cristiano Ronaldo est bien présent.

Le 5 septembre, le Portugal s'impose 2-1 face à la Croatie pour ses débuts dans la Ligue des nations 2024-2025. Diogo Dalot à ouvert le score et Cristiano Ronaldo est le second buteur portugais. Il inscrit par la même occasion le 900e but de sa carrière. Le 8 septembre, le Portugal enregistre une nouvelle victoire 2-1 contre l'Écosse. Cristiano Ronaldo rentré à la mi-temps, donne la victoire à la Seleção dans les dernières minutes du match.
Le 4 octobre, Roberto Martínez annonce une liste de 26 joueurs pour les deux rencontres de la Ligue des nations 2024-2025 : le 12 octobre en Pologne, puis le 15 octobre en Écosse. A noter l'apparition dans la liste de deux nouveaux joueurs : le gardien de but du SC Farense, Ricardo Velho et du milieu de terrain du RCD Majorque, Samuel Costa. Le 8 octobre, le gardien Gonçalo Inácio est contraint de déclarer forfait pour les deux rencontres. Il est remplacé dans le groupe par le jeune défenseur du SL Benfica, Tomás Araújo qui était initialement convoqué chez les espoirs.

Le 12 octobre, le Portugal s'impose en Pologne sur le score de 3-1. Pour ce match, Renato Veiga était titulaire pour sa première internationalisation. Samuel Costa a également fait ses débuts avec la Seleção en rentrant en fin de match. Trois plus tard, le Portugal concède le match nul face à l'équipe d'Écosse au Hampden Park de Glasgow.
Le 8 novembre, Roberto Martínez annonce une liste de 26 joueurs pour les deux dernières rencontres de la Ligue des nations 2024-2025 : le 15 novembre avec la réception de la Pologne à Porto, puis un déplacement en Croatie le 18 novembre. Cette liste comporte une nouveauté avec Nuno Tavares et marque le retour de Tiago Djaló. Le 11 novembre, Matheus Nunes et Pedro Gonçalves ont été déclarés inaptes par le staff médical de la Seleção. Pour pallier leurs absences, le technicien espagnol n’a fait appel qu’à un seul joueur en la personne de Samuel Costa. Le 14 novembre, João Palhinha est contraint de déclarer forfait à la suite d'une blessure aux adducteurs.

Le 15 novembre, le Portugal se qualifie pour les quarts de finale de la Ligue des nations 2024-2025 en s'imposant 5-1 face à la Pologne. Lors de ce match, Nuno Tavares connait sa première internationalisation.
Déjà qualifié et certain de finir premier de son groupe, Roberto Martínez annonce en conférence de presse que Cristiano Ronaldo, Bernardo Silva, Pedro Neto et Bruno Fernandes sont dispensés du match en Croatie. Ce dernier étant suspendu pour la rencontre. Pour pallier leur absence, le technicien espagnol convoque les deux jeunes Geovany Quenda et Fábio Silva.
Le 22 novembre, le tirage au sort à désigné le Danemark comme adversaire de la Seleção pour les quarts de finale de la Ligue des nations 2024-2025. Le match aller aura lieu le 20 mars au Danemark, et le match retour le 23 mars sur le sol portugais.

## Bilan de l'année2024
| Compétition    | Rencontres | Victoires | Nuls | Défaites | Buts pour | Buts contre | Différence |
| -------------- | ---------- | --------- | ---- | -------- | --------- | ----------- | ---------- |
| Euro 2024      | 5          | 2         | 2    | 1        | 5         | 3           | +2         |
| LDN 2024-2025  | 6          | 4         | 2    | 0        | 13        | 5           | +8         |
| Matchs amicaux | 5          | 3         | 0    | 2        | 13        | 8           | +5         |

### Résultats détaillés
| Match amical                                     | Portugal                                                                                                  | 5 - 2   | Suède                      |                                                                      |                                                                      |
| 21 mars 2024 · 20h45 · Historique des rencontres | Leão 24e · ( B. Silva) Nunes 33e · ( Semedo) Fernandes 45e · ( Fernandes) Bruma 57e · ( Semedo) Ramos 61e | (3 - 0) | 58e Gyökeres · 90e Nilsson | Estádio D. Afonso Henriques, Guimarães Arbitrage : Ricardo de Burgos | Estádio D. Afonso Henriques, Guimarães Arbitrage : Ricardo de Burgos |
| 21 mars 2024 · 20h45 · Historique des rencontres | Rapport                                                                                                   |         |                            | Estádio D. Afonso Henriques, Guimarães Arbitrage : Ricardo de Burgos | Estádio D. Afonso Henriques, Guimarães Arbitrage : Ricardo de Burgos |

| Match amical                                     | Slovénie               | 2 - 0   | Portugal |                                                     |                                                     |
| 26 mars 2024 · 20h45 · Historique des rencontres | Čerin 72e · Elšnik 80e | (0 - 0) |          | Stadion Stožice, Ljubljana Arbitrage : Irfan Peljto | Stadion Stožice, Ljubljana Arbitrage : Irfan Peljto |
| 26 mars 2024 · 20h45 · Historique des rencontres | Rapport                |         |          | Stadion Stožice, Ljubljana Arbitrage : Irfan Peljto | Stadion Stožice, Ljubljana Arbitrage : Irfan Peljto |

| Match amical                                    | Portugal                                                                                          | 4 - 2   | Finlande      |                                                                           |                                                                           |
| 4 juin 2024 · 20h45 · Historique des rencontres | ( Vitinha) Dias 17e · Jota 45+4e (pen.) · ( Conceição) Fernandes 55e · ( Conceição) Fernandes 84e | (2 - 0) | 73e 77e Pukki | Estádio José Alvalade XXI, Lisbonne Arbitrage : Christian-Petru Ciochirca | Estádio José Alvalade XXI, Lisbonne Arbitrage : Christian-Petru Ciochirca |
| 4 juin 2024 · 20h45 · Historique des rencontres | Rapport                                                                                           |         |               | Estádio José Alvalade XXI, Lisbonne Arbitrage : Christian-Petru Ciochirca | Estádio José Alvalade XXI, Lisbonne Arbitrage : Christian-Petru Ciochirca |

| Match amical                                    | Portugal           | 1 - 2   | Croatie                        |                                                           |                                                           |
| 8 juin 2024 · 18h45 · Historique des rencontres | ( Semedo) Jota 48e | (0 - 1) | 8e (pen.) Modrić · 56e Budimir | Estádio Nacional do Jamor, Oeiras Arbitrage : Harm Osmers | Estádio Nacional do Jamor, Oeiras Arbitrage : Harm Osmers |
| 8 juin 2024 · 18h45 · Historique des rencontres | Rapport            |         |                                | Estádio Nacional do Jamor, Oeiras Arbitrage : Harm Osmers | Estádio Nacional do Jamor, Oeiras Arbitrage : Harm Osmers |

| Match amical                                     | Portugal                                                            | 3 - 0   | République d'Irlande |                                                                |                                                                |
| 11 juin 2024 · 20h45 · Historique des rencontres | ( Fernandes) Félix 18e · ( Neves) Ronaldo 50e · ( Jota) Ronaldo 60e | (1 - 0) |                      | Estádio Municipal de Aveiro, Aveiro Arbitrage : Chris Kavanagh | Estádio Municipal de Aveiro, Aveiro Arbitrage : Chris Kavanagh |
| 11 juin 2024 · 20h45 · Historique des rencontres | Rapport                                                             |         |                      | Estádio Municipal de Aveiro, Aveiro Arbitrage : Chris Kavanagh | Estádio Municipal de Aveiro, Aveiro Arbitrage : Chris Kavanagh |

| Euro 2024 Groupe F                               | Portugal                           | 2 - 1   | Tchéquie   |                                                   |                                                   |
| 18 juin 2024 · 21h00 · Historique des rencontres | Hranáč 69e (csc) · Conceição 90+2e | (0 - 0) | 62e Provod | Stade de Leipzig, Leipzig Arbitrage : Marco Guida | Stade de Leipzig, Leipzig Arbitrage : Marco Guida |
| 18 juin 2024 · 21h00 · Historique des rencontres | Rapport                            |         |            | Stade de Leipzig, Leipzig Arbitrage : Marco Guida | Stade de Leipzig, Leipzig Arbitrage : Marco Guida |

| Euro 2024 Groupe F                               | Turquie | 0 - 3   | Portugal                                                 |                                                         |                                                         |
| 22 juin 2024 · 18h00 · Historique des rencontres |         | (0 - 2) | 21e Silva · 28e (csc) Akaydin · 56e Fernandes ( Ronaldo) | BVB Stadion Dortmund, Dortmund Arbitrage : Felix Zwayer | BVB Stadion Dortmund, Dortmund Arbitrage : Felix Zwayer |
| 22 juin 2024 · 18h00 · Historique des rencontres | Rapport |         |                                                          | BVB Stadion Dortmund, Dortmund Arbitrage : Felix Zwayer | BVB Stadion Dortmund, Dortmund Arbitrage : Felix Zwayer |

| Euro 2024 Groupe F                               | Géorgie                                  | 2 - 0   | Portugal |                                                            |                                                            |
| 26 juin 2024 · 21h00 · Historique des rencontres | Kvaratskhelia 2e · Mikautadze 57e (pen.) | (1 - 0) |          | Arena AufSchalke, Gelsenkirchen Arbitrage : Sandro Schärer | Arena AufSchalke, Gelsenkirchen Arbitrage : Sandro Schärer |
| 26 juin 2024 · 21h00 · Historique des rencontres | Rapport                                  |         |          | Arena AufSchalke, Gelsenkirchen Arbitrage : Sandro Schärer | Arena AufSchalke, Gelsenkirchen Arbitrage : Sandro Schärer |

| Euro 2024 1/8 de finale                              | Portugal                    | 0 - 0 a. p. 3 - 0 t. a. b. | Slovénie                   |                                                                   |                                                                   |
| 1er juillet 2024 · 21h00 · Historique des rencontres |                             | (0 - 0, 0 - 0, 0 - 0)      |                            | Frankfurt Arena, Francfort-sur-le-Main Arbitrage : Daniele Orsato | Frankfurt Arena, Francfort-sur-le-Main Arbitrage : Daniele Orsato |
| 1er juillet 2024 · 21h00 · Historique des rencontres | Rapport                     |                            |                            | Frankfurt Arena, Francfort-sur-le-Main Arbitrage : Daniele Orsato | Frankfurt Arena, Francfort-sur-le-Main Arbitrage : Daniele Orsato |
| 1er juillet 2024 · 21h00 · Historique des rencontres | Ronaldo · Fernandes · Silva | Tirs au but 3 - 0          | Iličić · Balkovec · Verbič | Frankfurt Arena, Francfort-sur-le-Main Arbitrage : Daniele Orsato | Frankfurt Arena, Francfort-sur-le-Main Arbitrage : Daniele Orsato |

| Euro 2024 1/4 de finale                            | Portugal                         | 0 - 0 a. p. 3 - 5 t. a. b. | France                                          |                                                       |                                                       |
| 5 juillet 2024 · 21h00 · Historique des rencontres |                                  | (0 - 0, 0 - 0, 0 - 0)      |                                                 | Volksparkstadion, Hambourg Arbitrage : Michael Oliver | Volksparkstadion, Hambourg Arbitrage : Michael Oliver |
| 5 juillet 2024 · 21h00 · Historique des rencontres | Rapport                          |                            |                                                 | Volksparkstadion, Hambourg Arbitrage : Michael Oliver | Volksparkstadion, Hambourg Arbitrage : Michael Oliver |
| 5 juillet 2024 · 21h00 · Historique des rencontres | Ronaldo · Silva · Félix · Mendes | Tirs au but 3 - 5          | Dembélé · Fofana · Koundé · Barcola · Hernandez | Volksparkstadion, Hambourg Arbitrage : Michael Oliver | Volksparkstadion, Hambourg Arbitrage : Michael Oliver |

| Ligue des nations                                    | Portugal                                      | 2 - 1   | Croatie         |                                                 |                                                 |
| 5 septembre 2024 · 20h45 · Historique des rencontres | ( Fernandes) Dalot 7e · ( Mendes) Ronaldo 34e | (2 - 1) | 41e (csc) Dalot | Estádio da Luz, Lisbonne Arbitrage : Umut Meler | Estádio da Luz, Lisbonne Arbitrage : Umut Meler |
| 5 septembre 2024 · 20h45 · Historique des rencontres | Rapport                                       |         |                 | Estádio da Luz, Lisbonne Arbitrage : Umut Meler | Estádio da Luz, Lisbonne Arbitrage : Umut Meler |

| Ligue des nations                                    | Portugal                                      | 2 - 1   | Écosse       |                                                       |                                                       |
| 8 septembre 2024 · 20h45 · Historique des rencontres | ( Leão) Fernandes 54e · ( Mendes) Ronaldo 88e | (0 - 1) | 7e McTominay | Estádio da Luz, Lisbonne Arbitrage : Maurizio Mariani | Estádio da Luz, Lisbonne Arbitrage : Maurizio Mariani |
| 8 septembre 2024 · 20h45 · Historique des rencontres | Rapport                                       |         |              | Estádio da Luz, Lisbonne Arbitrage : Maurizio Mariani | Estádio da Luz, Lisbonne Arbitrage : Maurizio Mariani |

| Ligue des nations                                   | Pologne       | 1 - 3   | Portugal                                                  |                                                       |                                                       |
| 12 octobre 2024 · 20h45 · Historique des rencontres | Zieliński 78e | (0 - 2) | 26e Silva ( Fernandes) · 37e Ronaldo · 88e (csc) Bednarek | Stade national, Varsovie Arbitrage : Serdar Gözübüyük | Stade national, Varsovie Arbitrage : Serdar Gözübüyük |
| 12 octobre 2024 · 20h45 · Historique des rencontres | Rapport       |         |                                                           | Stade national, Varsovie Arbitrage : Serdar Gözübüyük | Stade national, Varsovie Arbitrage : Serdar Gözübüyük |

| Ligue des nations                                   | Écosse  | 0 - 0   | Portugal |                                                   |                                                   |
| 15 octobre 2024 · 20h45 · Historique des rencontres |         | (0 - 0) |          | Hampden Park, Glasgow Arbitrage : Lawrence Visser | Hampden Park, Glasgow Arbitrage : Lawrence Visser |
| 15 octobre 2024 · 20h45 · Historique des rencontres | Rapport |         |          | Hampden Park, Glasgow Arbitrage : Lawrence Visser | Hampden Park, Glasgow Arbitrage : Lawrence Visser |

| Ligue des nations                                    | Portugal | 5 - 1   | Pologne     |                                                     |                                                     |
| 15 novembre 2024 · 20h45 · Historique des rencontres | ( Mendes) Leão 59e · Ronaldo 72e (pen.) · ( Vitinha) Fernandes 80e · ( Ronaldo) Neto 83e · ( Vitinha) Ronaldo 87e | (0 - 0) | 88e Marczuk | Estádio do Dragão, Porto Arbitrage : Donatas Rumsas | Estádio do Dragão, Porto Arbitrage : Donatas Rumsas |
| 15 novembre 2024 · 20h45 · Historique des rencontres | Rapport |         |             | Estádio do Dragão, Porto Arbitrage : Donatas Rumsas | Estádio do Dragão, Porto Arbitrage : Donatas Rumsas |

| Ligue des nations                                    | Croatie      | 1 - 1   | Portugal             |                                                 |                                                 |
| 18 novembre 2024 · 20h45 · Historique des rencontres | Gvardiol 65e | (0 - 1) | 33e Félix ( Vitinha) | Stade de Poljud, Split Arbitrage : Davide Massa | Stade de Poljud, Split Arbitrage : Davide Massa |
| 18 novembre 2024 · 20h45 · Historique des rencontres | Rapport      |         |                      | Stade de Poljud, Split Arbitrage : Davide Massa | Stade de Poljud, Split Arbitrage : Davide Massa |

## Statistiques

### Temps de jeu des joueurs
| Joueurs             | Amical | Amical | Amical | Amical | Amical | Euro 2024 | Euro 2024 | Euro 2024 | Euro 2024 | Euro 2024 | LDN 2025 | LDN 2025 | LDN 2025 | LDN 2025 | LDN 2025 | LDN 2025 |
| ------------------- | ------ | ------ | ------ | ------ | ------ | --------- | --------- | --------- | --------- | --------- | -------- | -------- | -------- | -------- | -------- | -------- |
| Gardiens de but     |        |        |        |        |        |           |           |           |           |           |          |          |          |          |          |          |
| Diogo Costa         |        | 90     | r      | 90     | 90     | 90        | 90        | 90        | 120       | 120       | 90       | 90       | 90       | 90       | 90       |          |
| José Sá             | r      | r      | 90     | r      | r      | r         | r         | r         | r         | r         | r        | r        | -        | -        | r        | 90       |
| Ricardo Velho       | -      | -      | -      | -      | -      | -         | -         | -         | -         | -         | -        | -        | r        | r        | -        | -        |
| Rui Patrício        | 90     | r      | r      | r      | r      | r         | r         | r         | r         | r         | -        | -        | -        | -        | -        | -        |
| Rui Silva           | -      | -      | -      | -      | -      | -         | -         | -         | -         | -         | r        | r        | r        | r        | r        | r        |
| Samuel Soares       | r      | -      | -      | -      | -      | -         | -         | -         | -         | -         | -        | -        | -        | -        | -        | -        |
| Défenseurs          |        |        |        |        |        |           |           |           |           |           |          |          |          |          |          |          |
| António Silva       | 46     | 46     | 71     | r      | 90     | r         | 83        | 66        | r         | r         | 77       | 90       | r        | 90       | 90       | r        |
| Danilo Pereira      | -      | 90     | 71     | r      | 46     | r         | r         | 90        | r         | r         | -        | -        | -        | -        | -        | -        |
| Diogo Dalot         | -      | 90     | 46     | 46     | 46     | 63        | r         | 90        | r         | r         | 90 ·     | 76       | 90       | r        | 90       | 80       |
| Diogo Leite         | r      | r      | -      | -      | -      | -         | -         | -         | -         | -         | -        | -        | -        | -        | -        | -        |
| Gonçalo Inácio      | r      | 90     | 46     | 90     | 90     | 63        | r         | 90        | r         | r         | 77       | -        |          |          |          |          |
| João Cancelo        | -      | 89     | 90     | 46     | 46     | 90        | 68        | r         | 117       | 74        | -        | -        | r        | 88       | r        | 90       |
| João Mário          | 82     | r      | -      | -      | -      | -         | -         | -         | -         | -         | -        | -        | -        | -        | -        | -        |
| Nélson Semedo       | 82 ·   | -      | -      | 46 ·   | 46     | 90        | 68        | 66        | 117       | 74        | 46       | 76       | 82       | 88       | r        | 90       |
| Nuno Mendes         | 46     | r      | 46     | 46     | 46     | 90        | 90        | r         | 120       | 120       | 90 ·     | 90 ·     | 90       | 90       | 88 ·     | 80       |
| Nuno Tavares        | -      | -      | -      | -      | -      | -         | -         | -         | -         | -         | -        | -        | -        | -        | 88       |          |
| Pepe                | 46     | 46     | -      | r      | 46     | 90        | 83        | r         | 118       | 120       | -        | -        | -        | -        | -        | -        |
| Renato Veiga        | -      | -      | -      | -      | -      | -         | -         | -         | -         | -         | r        | r        | 90       | r        | 90       | 90       |
| Rúben Dias          | 90     | -      | 46     | 90     | r      | 90        | 90        | r         | 120       | 120       | 90       | 90       | 90       | 90       |          |          |
| Tiago Djaló         | -      | -      | -      | -      | -      | -         | -         | -         | -         | -         | -        | -        | -        | -        | -        | 63       |
| Tiago Santos        | -      | -      | -      | -      | -      | -         | -         | -         | -         | -         | -        | r        | -        | -        | -        | -        |
| Tomás Araújo        | -      | -      | -      | -      | -      | -         | -         | -         | -         | -         | -        | -        | -        | -        | r        | 63       |
| Toti Gomes          | 46     | -      | -      | -      | -      | -         | -         | -         | -         | -         | -        | -        | -        | -        | -        | -        |
| Milieux de terrain  |        |        |        |        |        |           |           |           |           |           |          |          |          |          |          |          |
| Bernardo Silva      | 90 ·   | -      | r      | 90     | r      | 90        | 90 ·      | r         | 120       | 120       | 90       | 68       | 90 ·     | 61       | 76       | -        |
| Bruno Fernandes     | 90 ·   | -      | 46 ·   | 70     | 90 ·   | 90        | 90 ·      | r         | 120       | 74        | 90 ·     | 90 ·     | 90 ·     | 90       | 90 ·     | s        |
| João Neves          | 62     | 88     | 90     | r      | 77     | r         | 88        | 75        | r         | r         | 46       | 68       | r        | r        | 46       | 90       |
| João Palhinha       | 90     | -      | 46     | 90     | r      | r         | 46        | 46        | 120       | 90        | r        | 46       | -        | 61       |          |          |
| Matheus Nunes       | 62 ·   |        | r      | 84     | 77     | r         | r         | 75        | r         | 119       | -        | -        | -        | -        |          |          |
| Otávio              | -      | 46     |        |        |        |           |           |           |           |           | -        | -        | 90       | r        | r        | 71       |
| Pedro Gonçalves     | -      | -      | -      | -      | -      | -         | -         | -         | -         | -         | 90       | r        |          |          |          |          |
| Rúben Neves         | -      | 88     | -      | r      | 46 ·   | r         | 46        | 46        | 118       | 90        | r        | 46       | 90       | 61       |          |          |
| Samuel Costa        | -      | -      | -      | -      | -      | -         | -         | -         | -         | -         | -        | -        | 90       | -        | 76       | r        |
| Vitinha             | -      | 90     | 90 ·   | 84     | r      | 90        | 88        | r         | 65        | 119       | 90       |          | r        | 88       | 46 ·     | 90 ·     |
| Attaquants          |        |        |        |        |        |           |           |           |           |           |          |          |          |          |          |          |
| Bruma               | 46 ·   | r      | -      | -      | -      | -         | -         | -         | -         | -         | -        | -        | -        | -        | -        | -        |
| Cristiano Ronaldo   | -      | 90     | -      | r      | 90 ·   | 90        | 90 ·      | 66        | 120       | 120       | 88 ·     | 46 ·     | 63 ·     | 90       | 90 ·     | -        |
| Dany Mota           | r      | r      | -      | -      | -      | -         | -         | -         | -         | -         | -        | -        | -        | -        | -        | -        |
| Diogo Jota          | -      | -      | 46 ·   | 46 ·   | 46 ·   | 63        | r         | 75        | 65        | r         | 88       | 90       | 63       | 61       |          |          |
| Fábio Silva         | -      | -      | -      | -      | -      | -         | -         | -         | -         | -         | -        | -        | -        | -        | -        | 71       |
| Francisco Conceição | r      | 46     | 90 ·   | r      | r      | 90        | r         | 90        | 76        | 74        | -        | -        | -        | 61       | r        | 71       |
| Francisco Trincão   | -      | -      | -      | -      | -      | -         | -         | -         | -         | -         | r        | r        | 63       | r        | 83       |          |
| Geovany Quenda      | -      | -      | -      | -      | -      | -         | -         | -         | -         | -         | -        | r        | -        | -        | -        | r        |
| Gonçalo Ramos       | 62 ·   | -      | 46     | 46     | r      | r         | r         | 66        | r         | r         |          |          |          |          |          |          |
| João Félix          | -      | 90     | r      | 46     | 46 ·   | r         | r         | 90        | r         | 106       | r        | 68       | r        | 88       | 83       | 90 ·     |
| Jota Silva          | 62     | 89     | -      | -      | -      | -         | -         | -         | -         | -         | -        | -        | -        | -        | -        | -        |
| Pedro Neto          | -      | -      | 46     | 70     | r      | 90        | 46        | 75        | r         | r         | 46       | 46       | 82       | -        | 83 ·     | -        |
| Rafael Leão         | 46 ·   | -      | 46     | 46     | 46     | 63        | 46        | s         | 76        | 106       | 46       | 68 ·     | 63       | 61       | 83 ·     | 71       |

Abréviations et symboles :
  : but  - - 
 : passe décisive  - - 
  : joueur entré  - -
 : joueur remplacé  - -
 : joueur blessé  - -
 : capitaine  - -
 : carton jaune  - -
 : carton rouge

Un « r » indique un joueur qui était dans les remplaçants mais qui n'est pas entré en jeu.

Un « s » indique un joueur qui était suspendu de la rencontre.
1. 1 2 3 4 5 6 7 8  Première sélection officielle pour le joueur.

| Buts | Joueurs             | Adversaires                                            |
| ---- | ------------------- | ------------------------------------------------------ |
| 7    | Cristiano Ronaldo   | Pologne (3), République d'Irlande (2), Croatie, Écosse |
| 6    | Bruno Fernandes     | Finlande (2), Suède, Turquie, Écosse, Pologne          |
| 2    | Diogo Jota          | Finlande, Croatie                                      |
| 2    | Bernardo Silva      | Turquie, Pologne                                       |
| 2    | Rafael Leão         | Suède, Pologne                                         |
| 2    | João Félix          | République d'Irlande, Croatie                          |
| 1    | Francisco Conceição | Tchéquie                                               |
| 1    | Gonçalo Ramos       | Suède                                                  |
| 1    | Matheus Nunes       | Suède                                                  |
| 1    | Bruma               | Suède                                                  |
| 1    | Rúben Dias          | Finlande                                               |
| 1    | Diogo Dalot         | Croatie                                                |
| 1    | Pedro Neto          | Pologne                                                |

| Passes | Joueurs             | Adversaires                                   |
| ------ | ------------------- | --------------------------------------------- |
| 4      | Bruno Fernandes     | Suède, République d'Irlande, Croatie, Pologne |
| 4      | Vitinha             | Pologne (2), Finlande, Croatie                |
| 3      | Nélson Semedo       | Suède (2), Croatie                            |
| 3      | Nuno Mendes         | Croatie, Écosse, Pologne                      |
| 2      | Francisco Conceição | Finlande (2)                                  |
| 2      | Cristiano Ronaldo   | Turquie, Pologne                              |
| 1      | Rúben Neves         | République d'Irlande                          |
| 1      | Diogo Jota          | République d'Irlande                          |
| 1      | Bernardo Silva      | Suède                                         |
| 1      | Rafael Leão         | Écosse                                        |